# باویل علیا
باویل علیا یکی از روستاهای استان آذربایجان شرقی است که در دهستان باویل بخش مرکزی شهرستان اسکو واقع شده‌است.این روستا ۵۴۲ نفر جمعیت دارد.